# University of Bolton Stadium
O University Of Bolton Stadium em Horwich, Grande Manchester, Inglaterra, é o lar do Bolton Wanderers
Inaugurado em 1997, foi nomeado o Reebok Stadium, após patrocinadores do clube Reebok . Em 2014, a Bolton Wanderers assinou um contrato de direitos de nomes com a empresa italiana de artigos esportivos Macron. Foi renomeado o University of Bolton Stadium em 2018.
Um hotel faz parte do estádio e alguns dos quartos oferecem vistas do campo.
O University of Bolton Stadium é um estádio de todos com capacidade para quase 29.000 e foi concluído em 1997, substituindo o antigo campo do clube, o Burnden Park . O principal consultor / arquiteto do projeto era a Lobb Sports, enquanto a firma local Bradshaw Gass &amp; Hope atuava como supervisora de planejamento e avaliadores de quantidade, a empreiteira era Birse Construction e a Deakin Callard & Partners fornecia serviços de engenharia estrutural. O valor do contrato foi de £ 25   milhões (US $ 42,1 milhões). O estádio é conhecido por sua arquitetura de duas águas distintas, inicialmente inaugurada pelo John Smith's Stadium . Os cantos da camada superior não têm assentos devido a preocupações de acesso à saúde e segurança.  
O estádio foi inaugurado em 1997 por John Prescott, um político do Partido Trabalhista que era o vice-primeiro-ministro do Reino Unido na época.
O estádio consiste de quatro estandes: The Carrs Pasties (Norte) Estão em uma extremidade; o South Stand ( Franking Sense e também o final) no outro extremo; o West Stand em um lado do campo; e o Nat Lofthouse (leste) fica do outro lado.
Quando o estádio recebeu o nome do patrocinador de longa data da equipe Reebok, em 1997, os fãs consideravam o título impessoal e acreditavam que muita ênfase estava sendo dada a considerações financeiras. Essa oposição diminuiu consideravelmente depois que o estádio foi construído, pois os fãs se acostumaram com o nome e foram reforçados pelo status da Reebok como empresa local.
O título da Macron foi aplicado em julho de 2014, depois que o clube Bolton Wanderers finalizou uma parceria com a grande marca esportiva italiana. Em abril de 2014, o presidente do clube, Phil Gartside, afirmou que estava "orgulhoso" de se associar com a Macron e "ficara muito impressionado com a paixão do [Macron] pelo futebol". A duração de quatro anos foi negociada para o acordo Macron e o clube teve a opção de estender a conclusão.
Quando o acordo com a Macron chegou ao fim em agosto de 2018, o estádio foi novamente renomeado, desta vez como o Estádio da Universidade de Bolton.

## Primeiros Jogos

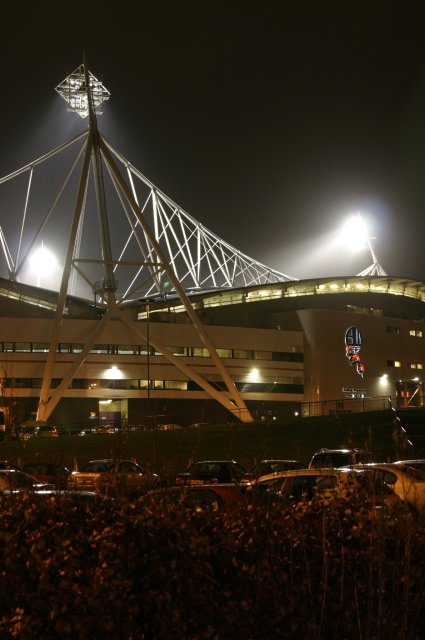
Fevereiro de 2005

- O primeiro jogo competitivo -  Premier League - no estádio foi um empate de 0-0 entre Bolton e Everton na segunda-feira 1 de setembro de 1997.[8] Gerry Taggart de Bolton conseguiu cabecear a bola para o gol, gol que injustamente foi anulado, os 2 pontos fizeram falta ao fim da temporada, o Bolton foi rebaixado, e o Everton se livrou do rebaixamento pelo saldo de gols.[9]
- O primeiro jogador a marcar no estádio foi Alan Thompson, um pênalti no empate por 1 a 1 contra o Tottenham Hotspur, em 23 de setembro. Chris Armstrong, que mais tarde em sua carreira teve um pequeno período com o Wanderers, conseguiu o empate.[10]
- Em 6 de setembro de 2002, sediou sua primeira partida internacional, um amistoso entre a Inglaterra sub-21 e a Iugoslávia sub-21 . Terminou em um empate 1-1 com 10.531 participantes. Danko Lazović marcou o primeiro gol e Shaun Wright-Phillips empatou.[11]
- O Lokomotiv Plovdiv foi a primeira equipe a enfrentar o Bolton pela jogo da Taça UEFA no estádio, no dia 15 de Setembro de 2005. Boban Janchevski fez o primeiro dos visitantes, mas os gols de El Hadji Diouf e Jared Borgetti garantiram uma vitória em casa por 2-1.[12]

## Outros eventos

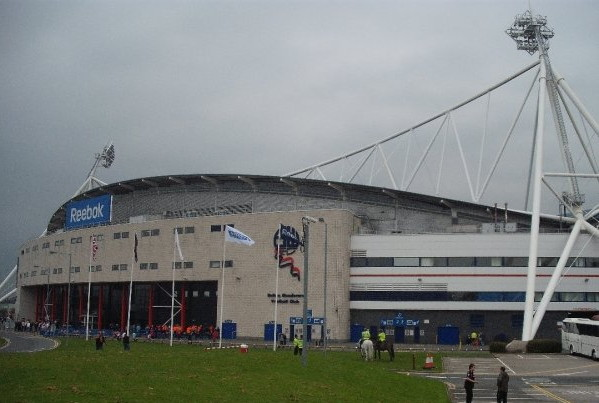
O estádio em dezembro de 2009

O estádio já recebeu shows de Oasis, Pink, Elton John, Coldplay, The Killers e Little Mix .
O estádio também recebeu o Campeonato Aberto de Dardos do Reino Unido, lutas de boxe com o pugilista local Amir Khan e em 2011 a Premiership Rugby Union, quando o Sale Sharks perdeu para o Irish Irish . Ele também sediará partidas do grupo e as quartas-de-final da Copa do Mundo da Liga de Rugby em 2021.
A Suíte Premier do local abriga o principal evento amador de artes marciais mistas do Reino Unido, o Full Contact Contender.

### Bolton Wanderers Free Schools
Em 2014, o clube criou o Bolton Wanderers Free Schools, aulas que eram realizadas no estádio. Foram oferecidos cursos esportivos e afins para jovens de 16 a 19 anos. O centro utilizou as instalações do estádio para a maior parte de seu ensino e aprendizado. O Bolton Wanderers Free Schools foi encerrado devido a baixa procura além da crise financeira do clube

## Público

### Dados de público
Presença de recorde: 28.353 v Leicester City, 28 de dezembro de 2003 ( FA Premier League )
Menor comparecimento para uma partida competitiva: 1.540 contra o Sub-23 do Everton, 30 de agosto de 2016 Football League Trophy, Northern Group Stage, Game One
Menor comparecimento na Premier League: 17.014 v Derby County, 2 de janeiro de 2008
Record Recorde na Taça UEFA : 26,163 v Atlético de Madrid, 14 de Fevereiro de 2008.
Recorde na Copa da Inglaterra : 23.523 v Arsenal, 12 de março de 2005, quartas de final
Público recorde na Copa da Liga: 18,037 contra o Tottenham Hotspur, 27 de outubro de 2004 3ª rodada

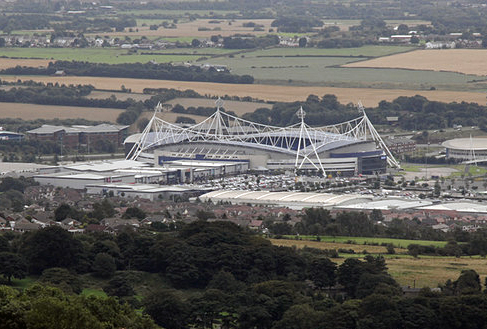

### Média de público
| Temporada | Divisão          | Frequência Média da Liga | Frequência Média Europeia | FA Cup Média de Atendimento | Taça da Liga Média de Atendimento |
| 2000–01   | Primeira divisão | 14.960                   |                           | 14.982                      | 4.957                             |
| 2001–02   | Premier League   | 25,098                   |                           |                             | 7,015                             |
| 2002-03   | Premier League   | 25,016                   |                           | 10,123                      | 12,621                            |
| 2003–04   | Premier League   | 26,794                   |                           | 8.759                       | 10.191                            |
| 2004–05   | Premier League   | 26,005                   |                           | 19,837                      | 18,037                            |
| 2005–06   | Premier League   | 25,265                   | 17.635                    | 15,223                      | 11.997                            |
| 2006–07   | Premier League   | 23.606                   |                           | 21,088                      |                                   |
| 2007–08   | Premier League   | 20.901                   | 18.367                    | 15,286                      | 15,510                            |
| 2008–09   | Premier League   | 22,485                   |                           |                             | 7,136                             |
| 2009–10   | Premier League   | 21.880                   |                           | 13,120                      | 8,050                             |
| 2010–11   | Premier League   | 22,869                   |                           | 14.035                      |                                   |
| 2011–12   | Premier League   | 23.670                   |                           | 10,532                      | 6,777                             |
| 2012–13   | EFL Championship | 18,034                   |                           | 15.482                      |                                   |
| 2013–14   | EFL Championship | 16,141                   |                           | 11,965                      |                                   |
| 2014–15   | EFL Championship | 15,413                   |                           | 19.480                      | 9,249                             |
| 2015–16   | EFL Championship | 15,056                   |                           | 12,812                      | 5,842                             |
| 2016–17   | League One       | 15,194                   |                           | 8.453                       |                                   |
| 2017–18   | Championship     | 15.887                   |                           | 11,574                      | 6,385                             |